# Amtsgericht Schroda
Das Amtsgericht Schroda war ein preußisches Amtsgericht mit Sitz in Schroda (Provinz Posen).

## Geschichte
Das königlich-preußische Amtsgericht Schroda wurde mit Wirkung zum 1. Oktober 1879 als eines von neun Amtsgerichten im Bezirk des Landgerichtes Posen im Bezirk des Oberlandesgerichtes Posen gebildet. Der Sitz des Gerichtes war Schroda. Sein Gerichtsbezirk umfasste den Kreis Schroda ohne die Teile, die dem Amtsgericht Pudewitz zugeordnet waren. Am Gericht bestanden 1880 vier Richterstellen. Das Amtsgericht war damit ein größeres Amtsgericht im Landgerichtsbezirk. Der Amtsgerichtsbezirk kam aufgrund des Versailler Vertrages 1919 zu Polen, und das Amtsgericht stellte seine Arbeit ein. An seine Stelle trat das polnische Sąd Powiatowy w Środzie. Im Jahre 1939 wurde Polen deutsch besetzt. Im Rahmen der Neuorganisation der Gerichte in Ostdeutschland und im ehemaligen Polen wurden das Amtsgericht Schroda neu gebildet und erneut dem Landgericht Posen zugeordnet.
Im Jahre 1945 wurde der Amtsgerichtsbezirk unter polnische Verwaltung gestellt, und die deutschen Einwohner wurden vertrieben. Damit endete auch die Geschichte des Amtsgerichtes Schroda. Unter polnischer Verwaltung entstand das Sąd Rejonowy w Środzie Wielkopolskiej (1950–1975: Sąd Powiatowy w Środzie Wielkopolskiej).